# Alford (Massachusetts)
Alford é uma vila pertencente ao condado de Berkshire, Massachusetts, Estados Unidos. A população era de apenas 421 pessoas de acordo com o censo de 2018.

## Geografia
Alford encontra-se localizado nas coordenadas 42° 15′ 16″ N, 73° 25′ 45″ O. Segundo a Departamento do Censo dos Estados Unidos, Alford tem uma superfície total de 29.89 km², da qual 29.78 km² correspondem a terra firme e (0.36%) 0.11 km² é água.

## Demografia
Segundo o censo de 2010, tinha 494 pessoas residindo em Alford. A densidade populacional era de 16,53 hab./km². Dos 494 habitantes, Alford estava composto pelo 97.77% brancos, o 0.61% eram afroamericanos, o 0% eram amerindios, o 0.61% eram asiáticos, o 0% eram insulares do Pacífico, o 0% eram de outras raças e o 1.01% pertenciam a duas ou mais raças. Do total da população o 0.4% eram hispanos ou latinos de qualquer raça.